# 座間味郵便局
座間味郵便局（ざまみゆうびんきょく）は、沖縄県島尻郡座間味村にある郵便局。民営化以前の分類では無集配特定郵便局であった。

## 概要
住所：〒901-3402 沖縄県島尻郡座間味村座間味371-1
座間味島の中心部にあり、座間味島唯一の金融機関でもある。

### 併設施設
- 那覇中央郵便局座間味郵便集配所

## 沿革
- 1934年（昭和9年） - 開設。
- 1945年（昭和20年） - 沖縄が、米軍統治下に入る。
- 1972年（昭和47年）5月15日 - 沖縄返還に伴い、郵政省沖縄郵政管理事務所管轄の集配特定郵便局である座間味郵便局となる[1]。
- 1974年（昭和49年）2月1日 - 電話の加入および料金に関する簡易な事務を除く電話交換事務を那覇電報電話局に移管。
- 1999年（平成11年）7月5日 - 座間味村座間味109から同371-1に移転。
- 2007年（平成19年）3月5日 - 集配業務を那覇中央郵便局に移管[2]。
- 2007年（平成19年）10月1日 - 民営化。
- 2012年（平成24年）10月1日 - 日本郵便株式会社発足。

## 取扱内容
- 郵便、印紙、ゆうパック、内容証明
- 貯金、為替、振替、振込、国際送金、国債
- 生命保険、バイク自賠責保険
- ゆうちょ銀行ATM

## 周辺
- 座間味村役場
- 座間味村立座間味小中学校
- 座間味幼稚園

## アクセス
- 座間味港から北へ約300m（徒歩約8分）
- 駐車場あり：10台